# Nicola Caputo
Nicola Caputo (ur. 4 marca 1966 w Teveroli) – włoski polityk i przedsiębiorca, działacz samorządowy, deputowany do Parlamentu Europejskiego VIII kadencji.

## Życiorys
Ukończył studia ekonomiczno-handlowe na Uniwersytecie w Neapolu, specjalizował się w zawodzie biegłego rewidenta. Zajął się prowadzeniem własnej działalności gospodarczej w ramach rodzinnego przedsiębiorstwa z branży winiarskiej. Zaangażował się w działalność organizacji gospodarczych, był m.in. członkiem zarządu związku przedsiębiorców prowincji Caserta i członkiem zarządu regionu Confindustrii. Pełnił funkcję radnego Teveroli oraz asesora ds. budżetu, edukacji i aktywizacji produkcji w administracji tej miejscowości. Następnie wybierany w skład rady regionu Kampania.
Był działaczem partii UDEUR Popolari, którą opuścił w 2008. Przystąpił następnie do Partii Demokratycznej. W wyborach w 2014 z ramienia PD uzyskał mandat eurodeputowanego, który wykonywał do 2019. W tym samym roku przeszedł do ugrupowania Italia Viva. W 2020 został asesorem w administracji regionalnej Kampanii.